# (4816) Connelly
(4816) Connelly – planetoida z grupy pasa głównego asteroid okrążająca Słońce w ciągu 4,17 lat w średniej odległości 2,59 j.a. Odkrył ją Edward Bowell 3 sierpnia 1981 roku. Nazwa planetoidy pochodzi od Roberta Connelly’ego, matematyka z Cornell University.